# Анш
Анш (фр. Hanches) насеље је и општина у централној Француској у региону Центар (регион), у департману Ер и Лоар која припада префектури Шартр.
По подацима из 2011. године у општини је живело 2628 становника, а густина насељености је износила 163,84 становника/km². Општина се простире на површини од 16,04 km². Налази се на средњој надморској висини од 125 метара (максималној 165 m, а минималној 107 m).

## Демографија
| 1962. | 1968. | 1975. | 1982. | 1990. | 1999. | 2011. |
| ----- | ----- | ----- | ----- | ----- | ----- | ----- |
| 644   | 709   | 1.206 | 1.524 | 2.084 | 2.313 | 2.628 |

График промене броја становника у току последњих година